# Oleria phemonoe
Oleria phemonoe is een vlinder uit de familie Nymphalidae. De wetenschappelijke naam van de soort is, als Ithomia phenomoe, voor het eerst geldig gepubliceerd in 1847 door Edward Doubleday. De naam wordt in de protoloog in de lijst van soorten gespeld als Ithomia phemonoë Doubleday & Hewitson, maar onder de afbeelding als Ithomia phenomoe Doubleday, wat tot verwarring over de naam aanleiding heeft gegeven. "Phemonoe" is de naam van een Grieks dichteres, dochter van Apollon, en in dat licht bezien moet de naam onder de plaat als een spelfout worden opgevat.